# Simulium bisnovem
Simulium bisnovem är en tvåvingeart som beskrevs av Gibbins 1938. Simulium bisnovem ingår i släktet Simulium och familjen knott. Inga underarter finns listade i Catalogue of Life.